# 巴拿马城 (佛罗里达州)
巴拿马城（英語：Panama City），或稱巴拿馬市，是美国佛罗里达州貝縣縣治。建立于1909年。面积约为69.1平方公里（约合26.7平方英里）。根据2010年美国人口普查，该市有人口36,484人。论人口在本州排行第69。